# Premi Cóndor de Plata a la millor pel·lícula
Aquests són els títols de les pel·lícules guanyadores del Premi Cóndor de Plata a la millor pel·lícula des de la seva primera edició, el 1943 que va reconèixer els valors del cinema argentí entre els títols estrenats en 1942:

## Guanyadors i nominats

### Dècada del 2020
| Any  | Pel·lícula                       | Direcció         | Ref.  |
| 2020 |                                  |                  |       |
| ---- | -------------------------------- | ---------------- | ----- |
| 2020 | Los sonámbulos                   | Paula Hernández  | [ 1 ] |
| 2020 | Breve historia del planeta verde | Santiago Loza    | [ 2 ] |
| 2020 | El cuidado de los otros          | Mariano González | [ 2 ] |
| 2020 | La afinadora de los árboles      | Natalia Smirnoff | [ 2 ] |
| 2020 | Las buenas intenciones           | Ana García Blaya | [ 2 ] |
| 2020 | Muere, monstruo, muere           | Alejandro Fadel  | [ 2 ] |

### Dècada del 2010
| Any                                  | Pel·lícula                       | Direcció            | Ref.  |
| 2019                                 |                                  |                     |       |
| ------------------------------------ | -------------------------------- | ------------------- | ----- |
| 2019                                 | El Ángel                         | Luis Ortega         | [ 3 ] |
| 2019                                 | Joel                             | Carlos Sorín        | [ 4 ] |
| 2019                                 | La Flor                          | Mariano Llinás      | [ 4 ] |
| 2019                                 | La reina del miedo               | Valeria Bertuccelli | [ 4 ] |
| 2019                                 | Rojo                             | Benjamín Naishtat   | [ 4 ] |
| 2018                                 |                                  |                     |       |
| Zama                                 | Lucrecia Martel                  | [ 5 ]               |       |
| Alanis                               | Anahí Berneri                    | [ 6 ]               |       |
| El otro hermano                      | Israel Adrián Caetano            | [ 6 ]               |       |
| Nadie nos mira                       | Julia Solomonoff                 | [ 6 ]               |       |
| Una especie de familia               | Diego Lerman                     | [ 6 ]               |       |
| 2017                                 |                                  |                     |       |
| La luz incidente                     | Ariel Rotter                     | [ 7 ]               |       |
| El ciudadano ilustre                 | Mariano Cohn y Gastón Duprat     | [ 8 ]               |       |
| Gilda, no me arrepiento de este amor | Lorena Muñoz                     | [ 8 ]               |       |
| La larga noche de Francisco Sanctis  | Francisco Márquez i Andrea Testa | [ 8 ]               |       |
| Lulú                                 | Luis Ortega                      | [ 8 ]               |       |
| 2016                                 |                                  |                     |       |
| El patrón: radiografía de un crimen  | Sebastián Schindel               | [ 9 ]               |       |
| El Clan                              | Pablo Trapero                    | [ 10 ]              |       |
| Eva no duerme                        | Pablo Agüero                     | [ 10 ]              |       |
| La patota                            | Santiago Mitre                   | [ 10 ]              |       |
| Mi amiga del parque                  | Ana Katz                         | [ 10 ]              |       |
| 2015                                 |                                  |                     |       |
| Refugiado                            | Diego Lerman                     | [ 11 ]              |       |
| Jauja                                | Lisandro Alonso                  | [ 12 ]              |       |
| La Paz                               | Santiago Loza                    | [ 12 ]              |       |
| La tercera orilla                    | Celina Murga                     | [ 12 ]              |       |
| Relatos salvajes                     | Damián Szifron                   | [ 12 ]              |       |
| 2014                                 |                                  |                     |       |
| Wakolda                              | Lucía Puenzo                     | [ 13 ]              |       |
| Corazón de León                      | Marcos Carnevale                 | [ 14 ]              |       |
| La reconstrucción                    | Juan Taratuto                    | [ 14 ]              |       |
| Metegol                              | Juan José Campanella             | [ 14 ]              |       |
| Tesis sobre un homicidio             | Hernán Goldfrid                  | [ 14 ]              |       |
| 2013                                 |                                  |                     |       |
| Infancia clandestina                 | Benjamín Ávila                   | [ 15 ]              |       |
| Días de pesca                        | Carlos Sorín                     | [ 16 ]              |       |
| El amigo alemán                      | Jeanine Meerapfel                | [ 16 ]              |       |
| El último Elvis                      | Armando Bó                       | [ 16 ]              |       |
| Elefante blanco                      | Pablo Trapero                    | [ 16 ]              |       |
| 2012                                 |                                  |                     |       |
| Las acacias                          | Pablo Giorgelli                  | [ 17 ]              |       |
| Aballay, el hombre sin miedo         | Fernando Spiner                  | [ 18 ]              |       |
| El estudiante                        | Santiago Mitre                   | [ 18 ]              |       |
| El gato desaparece                   | Carlos Sorín                     | [ 18 ]              |       |
| Los labios                           | Santiago Loza e Iván Fund        | [ 18 ]              |       |
| 2011                                 |                                  |                     |       |
| Carancho                             | Pablo Trapero                    | [ 19 ]              |       |
| El hombre de al lado                 | Mariano Cohn y Gastón Duprat     | [ 20 ]              |       |
| El mural                             | Héctor Olivera                   | [ 20 ]              |       |
| La mirada invisible                  | Diego Lerman                     | [ 20 ]              |       |
| Por tu culpa                         | Anahí Berneri                    | [ 20 ]              |       |
| 2010                                 |                                  |                     |       |
| El secreto de sus ojos               | Juan José Campanella             | [ 21 ]              |       |
| El artista                           | Mariano Cohn i Gastón Duprat     | [ 22 ]              |       |
| La sangre brota                      | Pablo Fendrik                    | [ 22 ]              |       |
| Las viudas de los jueves             | Marcelo Piñeyro                  | [ 22 ]              |       |
| Una semana solos                     | Celina Murga                     | [ 22 ]              |       |

### Década del 2000
| Any                            | Pel·lícula                        | Direcció             | Ref.   |
| 2009                           |                                   |                      |        |
| ------------------------------ | --------------------------------- | -------------------- | ------ |
| 2009                           | Aniceto                           | Leonardo Favio       | [ 23 ] |
| 2009                           | El nido vacío                     | Daniel Burman        | [ 24 ] |
| 2009                           | La cámara oscura                  | María Victoria Menis | [ 24 ] |
| 2009                           | Leonera                           | Pablo Trapero        | [ 24 ] |
| 2009                           | Lluvia                            | Paula Hernández      | [ 24 ] |
| 2008                           |                                   |                      |        |
| XXY                            | Lucía Puenzo                      | [ 25 ]               |        |
| El otro                        | Ariel Rotter                      | [ 26 ]               |        |
| La antena                      | Esteban Sapir                     | [ 26 ]               |        |
| La señal                       | Martín Hodara i Ricardo Darín     | [ 26 ]               |        |
| Una novia errante              | Ana Katz                          | [ 26 ]               |        |
| 2007                           |                                   |                      |        |
| Crónica de una fuga            | Adrián Caetano                    | [ 27 ]               |        |
| Derecho de familia             | Daniel Burman                     | [ 28 ]               |        |
| El Método                      | Marcelo Piñeyro                   | [ 28 ]               |        |
| Las Manos                      | Alejandro Doria                   | [ 28 ]               |        |
| Nacido y criado                | Pablo Trapero                     | [ 28 ]               |        |
| 2006                           |                                   |                      |        |
| El aura                        | Fabián Bielinsky                  | [ 29 ]               |        |
| Cómo pasan las horas           | Inés de Oliveira Cézar            | [ 30 ]               |        |
| Elsa y Fred                    | Marcos Carnevale                  | [ 30 ]               |        |
| Iluminados por el fuego        | Tristán Bauer                     | [ 30 ]               |        |
| Tiempo de valientes            | Damián Szifron                    | [ 30 ]               |        |
| 2005                           |                                   |                      |        |
| Roma                           | Adolfo Aristarain                 | [ 31 ]               |        |
| Bombón: El Perro               | Carlos Sorín                      | [ 32 ]               |        |
| Diarios de motocicleta         | Walter Salles                     | [ 32 ]               |        |
| El abrazo partido              | Daniel Burman                     | [ 32 ]               |        |
| Luna de Avellaneda             | Juan José Campanella              | [ 32 ]               |        |
| 2004                           |                                   |                      |        |
| Valentín                       | Alejandro Agresti                 | [ 33 ]               |        |
| El Polaquito                   | Juan Carlos Desanzo               | [ 34 ]               |        |
| El fondo del mar               | Damián Szifron                    | [ 34 ]               |        |
| Potestad                       | Luis César D'Angiolillo           | [ 34 ]               |        |
| Cleopatra                      | Eduardo Mignogna                  | [ 34 ]               |        |
| 2003                           |                                   |                      |        |
| Historias mínimas              | Carlos Sorín                      | [ 35 ]               |        |
| Bolivia                        | Adrián Caetano                    | [ 36 ]               |        |
| El bonaerense                  | Pablo Trapero                     | [ 36 ]               |        |
| Lugares comunes                | Adolfo Aristarain                 | [ 36 ]               |        |
| Un oso rojo                    | Adrián Caetano                    | [ 36 ]               |        |
| 2002                           |                                   |                      |        |
| El hijo de la novia            | Juan José Campanella              | [ 37 ]               |        |
| El amor y el espanto           | Juan Carlos Desanzo               | [ 38 ]               |        |
| La Ciénaga                     | Lucrecia Martel                   | [ 38 ]               |        |
| La fuga                        | Eduardo Mignogna                  | [ 38 ]               |        |
| Taxi, un encuentro             | Gabriela David                    | [ 38 ]               |        |
| 2001                           |                                   |                      |        |
| Nueve reinas                   | Fabián Bielinsky                  | [ 39 ]               |        |
| 76 89 03                       | Flavio Nardini i Cristian Bernard | [ 40 ]               |        |
| Esperando al mesías            | Daniel Burman                     | [ 40 ]               |        |
| Felicidades                    | Lucho Bender                      | [ 40 ]               |        |
| Nueces para el amor            | Alberto Lecchi                    | [ 40 ]               |        |
| 2000                           |                                   |                      |        |
| El mismo amor, la misma lluvia | Juan José Campanella              | [ 41 ]               |        |
| Garage Olimpo                  | Marco Bechis                      | [ 42 ]               |        |
| Mundo grúa                     | Pablo Trapero                     | [ 42 ]               |        |
| Yepeto                         | Eduardo Calcagno                  | [ 42 ]               |        |

### Dècada del 1990
| Any                                 | Pel·lícula                     | Direcció                        | Ref.   |
| 1999                                |                                |                                 |        |
| ----------------------------------- | ------------------------------ | ------------------------------- | ------ |
| 1999                                | Pizza, birra, faso             | Bruno Stagnaro i Adrián Caetano | [ 43 ] |
| 1999                                | El faro                        | Eduardo Mignogna                | [ 44 ] |
| 1999                                | Tango, no me dejes nunca       | Carlos Saura                    | [ 44 ] |
| 1998                                |                                |                                 |        |
| Buenos Aires viceversa              | Alejandro Agresti              | [ 45 ]                          |        |
| Cenizas del paraíso                 | Marcelo Piñeyro                | [ 46 ]                          |        |
| Martín (Hache)                      | Adolfo Aristarain              | [ 46 ]                          |        |
| 1997                                |                                |                                 |        |
| Sol de otoño                        | Eduardo Mignogna               | [ 47 ]                          |        |
| Despabílate amor                    | Eliseo Subiela                 | [ 48 ]                          |        |
| Eva Perón                           | Juan Carlos Desanzo            | [ 48 ]                          |        |
| 1996                                |                                |                                 |        |
| Casas de fuego                      | Juan Bautista Stagnaro         | [ 49 ]                          |        |
| Caballos salvajes                   | Marcelo Piñeyro                | [ 50 ]                          |        |
| La ley de la frontera               | Adolfo Aristarain              | [ 50 ]                          |        |
| 1995                                | Cortázar                       | Tristán Bauer                   |        |
| 1994                                |                                |                                 |        |
| Gatica, el mono                     | Leonardo Favio                 | [ 51 ]                          |        |
| De eso no se habla                  | María Luisa Bemberg            | [ 52 ]                          |        |
| La peste                            | Luis Puenzo                    | [ 52 ]                          |        |
| Tango feroz: la leyenda de Tanguito | Marcelo Piñeyro                | [ 52 ]                          |        |
| 1993                                | Un lugar en el mundo           | Adolfo Aristarain               |        |
| 1992                                | Después de la tormenta         | Tristán Bauer                   |        |
| 1991                                | Últimas imágenes del naufragio | Eliseo Subiela                  |        |
| 1990                                | La ciudad oculta               | Osvaldo Andéchaga               |        |

### Abans de la dècada del 1990
| Any  | Pel·lícula                                                   | Director                           |
| ---- | ------------------------------------------------------------ | ---------------------------------- |
| 1989 | La deuda interna                                             | Miguel Pereira                     |
| 1988 | Hombre mirando al sudeste                                    | Eliseo Subiela                     |
| 1987 | El exilio de Gardel (Tangos)                                 | Fernando Solanas                   |
| 1986 | La historia oficial                                          | Luis Puenzo                        |
| 1985 | Darse cuenta                                                 | Alejandro Doria                    |
| 1983 | Plata dulce                                                  | Fernando Ayala                     |
| 1982 | Tiempo de revancha                                           | Adolfo Aristarain                  |
| 1981 | El infierno tan temido                                       | Raúl de la Torre                   |
| 1974 | Juan Moreira (drama) Las venganzas de Beto Sánchez (comèdia) | Leonardo Favio Héctor Olivera      |
| 1973 | La maffia                                                    | Leopoldo Torre Nilsson             |
| 1972 | Nosotros los monos (drama) La valija (comèdia)               | Edmund Valladares Enrique Carreras |
| 1971 | Juan Lamaglia y Sra.                                         | Raúl de la Torre                   |
| 1970 | Don Segundo Sombra                                           | Manuel Antín                       |
| 1969 | Martín Fierro                                                | Leopoldo Torre Nilsson             |
| 1968 | El romance del Aniceto y la Francisca                        | Leonardo Favio                     |
| 1967 | Del brazo y por la calle                                     | Enrique Carreras                   |
| 1966 | Crónica de un niño solo                                      | Leonardo Favio                     |
| 1965 | Los evadidos                                                 | Enrique Carreras                   |
| 1964 | Paula cautiva                                                | Fernando Ayala                     |
| 1963 | Los jóvenes viejos                                           | Rodolfo Kuhn                       |
| 1962 | Alias Gardelito                                              | Lautaro Murúa                      |
| 1961 | Shunko                                                       | Lautaro Murúa                      |
| 1960 | La caída                                                     | Leopoldo Torre Nilsson             |
| 1959 | El jefe                                                      | Fernando Ayala                     |
| 1957 | Los tallos amargos                                           | Fernando Ayala                     |
| 1956 | La Quintrala, doña Catalina de los Ríos y Lisperguer         | Hugo del Carril                    |
| 1955 | Barrio gris                                                  | Mario Soffici                      |
| 1954 | Caballito criollo                                            | Ralph Pappier                      |
| 1953 | Las aguas bajan turbias                                      | Hugo del Carril                    |
| 1952 | Los isleros                                                  | Lucas Demare                       |
| 1951 | Escuela de campeones                                         | Ralph Pappier                      |
| 1950 | Almafuerte                                                   | Luis César Amadori                 |
| 1949 | Dios se lo pague                                             | Luis César Amadori                 |
| 1948 | Albéniz                                                      | Luis César Amadori                 |
| 1947 | Celos                                                        | Mario Soffici                      |
| 1946 | La dama duende                                               | Luis Saslavsky                     |
| 1945 | Su mejor alumno                                              | Lucas Demare                       |
| 1944 | Juvenilia                                                    | Augusto César Vatteone             |
| 1943 | La guerra gaucha                                             | Lucas Demare                       |